# Lingua gilaki
La lingua gilaki (in persiano: گیلکی, conosciuto anche come gelaki, gilani, guilaki, guilani) è una lingua iranica parlata in Iran, nella regione di Gilan.

## Distribuzione geografica
Secondo l'edizione 2009 di Ethnologue, i locutori di gilaki sono 3 milioni, stanziati nell'area caspica della regione di Gilan. 

### Dialetti e lingue derivate
La lingua ha numerose forme dialettali: bandar anzali, fumani, galeshi, lahijani, langerudi, rashti, rudbari, rudsari, some'e sarai; il galeshi è una forma diffusa sulle montagne.

## Classificazione
Il gilaki appartiene alla branca iranica nordoccidentale delle lingue indoeuropee. 

## Sistema di scrittura
Per la scrittura viene usato l'alfabeto arabo.